# Atractus caete
Atractus caete — вид змій родини полозових (Colubridae). Ендемік Бразилії. Описаний у 2010 році.

## Поширення і екологія
Atractus caete відомі за двома зразками, зібраними в штаті Пернамбуку на північному сході Бразилії. Вони живуть у вологих атлантичних лісах.

## Збереження
МСОП класифікує цей вид як такий, що перебуває під загрозою зникнення. Atractus caete загрожує знищення природного середовища.